# Faydang Lobliayao
Faydang Lobliayao (RPA: Faiv Ntaj Lauj Npliaj Yob, sinh 1910, mất 1986) là một chính trị gia hàng đầu họ Lo người Hmông tại Lào trong chiến tranh Đông Dương thứ nhất chống Pháp trong giai đoạn 1947-1954, và chiến tranh bí mật của Mỹ ở Đông Dương trong giai đoạn 1955-1975.
Faydang là con trai của Kiatong Lo Blia Yao (RPA: Kiabtoom Lauj Npliaj Yob; nghĩa là Cai tổng Lo Blia Yao), thủ lĩnh người Hmông ở Nong Het tỉnh Xieng Khouang, gần biên giới Lào-Việt. Lo Blia Yao được người Pháp chỉ định giữ chức Tasseng (RPA: Tojxeem) vùng Nong Het theo khuyến nghị của Vương thân Phetsarath, nhưng vào năm 1938, người Pháp đã thay thế, chỉ định người có thế lực khác ở đó là Ly Xia Foung giữ chức Tasseng.
Năm 1939 Ly Xia Foung qua đời, người Pháp chọn Touby Ly Foung, con thứ của Ly Xia Foung (đồng thời là cháu ngoại Lo Blia Yao) và là người Hmông duy nhất thời đó đã từng theo học ở trường trung học ở Viêng Chăn kế tục chức Tasseng. Điều này đã gây Faydang bất hòa và chọn hướng hoạt động khác.
Năm 1947 ông tiếp xúc và tham gia phong trào Lào Issara của Hoàng thân Souphanouvong. Ông đã trở thành phó Chủ tịch của Mặt trận Yêu nước Lào (Neo Lao Hak Xat) và phó Chủ tịch của Hội đồng Nhân dân Tối cao Lào, mặc dù chức vụ của ông mang nhiều tính nghi lễ hơn là thực tế.